# P.J
Pa Alieu Jallow, känd som P.J, född 6 oktober 2001, är en svensk rappare.
2019 släppte P.J singeln Kush som nådde Sverigetopplistan. 2020 släppte P.J singeln Sci-Fi tillsammans med rapparen Adel som nådde platinacertifikat och nådde 13 plats på Sverigetopplistan.

## Singlar
- 2019 - KUSH
- 2019 - INGA ALTERNATIV
- 2020 - Sci-Fi
- 2020 - TCM
- 2021 - INTE FÖRE FAME
- 2021 - ISKALLT
- 2021 - BARA BRÖDER
- 2021 - BUSINESS
- 2021 - YEYE
- 2021 - SALT TILL SOCKER
- 2022 - PHIL FODEN
- 2022 - Snakes

## EP
- 2020 - Roulette